# 中国人民解放军火箭军第六十一基地
中国人民解放军火箭军第六十一基地，位于安徽省黄山市，是中国人民解放军火箭军基地。

## 沿革
1965年8月，中国人民解放军第二炮兵第五十二基地指挥部（总字一二一部队）进驻安徽省石台县广阳镇，负责导弹阵地建设工作。1966年6月，正式成立三〇三工程指挥部。1968年5月25日，中央军委批准将三〇三工程指挥部改称中国人民解放军第二炮兵第五十二基地，位于中国人民解放军南京军区。2016年，在深化国防和军队改革中，改为中国人民解放军火箭军第五十二基地。
2017年4月18日，中共中央总书记、国家主席、中央军委主席习近平在北京八一大楼接见新调整组建的84个军级单位主官，并对各单位发布训令；中共中央政治局委员、中央军委副主席许其亮宣读习近平主席签发的中央军委关于调整组建军兵种部队和省军区系统军级单位的命令、决定。在这次军级单位调整组建中，以中国人民解放军火箭军第五十二基地为基础，调整组建中国人民解放军火箭军第六十一基地。

## 编制
| 司令部 | 黃山（29.6957,118.3025） |                      | 有核   |                            |
| 611旅  | 青陽（30.6903,117.9011） | 東風-21A             | 是     | 前東風-3A旅                |
| 612旅  | 樂平（28.9707,117.1205） | 東風-21（A）         | （是） | 核地位不詳                 |
| 613旅  | 上饒（28.4745,117.8954） | 東風-15B             | 否     | 第一個傳統短程彈道導彈部隊 |
| 614旅  | 永安（26.0596,117.3151） | 東風-11A             | 否     | 第1個東風-11A旅            |
| 615旅  | 梅州（24.2828,115.9708） | 東風-11A（東風-17?） | 否     | 第2個東風-11A旅            |
| 616旅  | 贛州（25.7823,114.8805） | 東風-15              | 否     | 第2個東風-15旅             |
| 617旅  | 金華（29.1508,119.6153） | 東風-16              | 否     | 第2個東風-16旅             |

## 历任领导
中国人民解放军火箭军第五十二基地
| 司令员 - 廖成美（1966年6月—1969年2月） - 李军（？—？） - 彭森明 少将（？—1992年10月） - 王长盛 少将（1992年10月—？） - 汪维勋 少将（1993年2月—1997年7月） - 靖志远 少将（1997年8月—1999年2月） - 杨业功 少将（1999年2月—2004年4月） - 刘际琛 少将（2004年4月—2009年3月） - 高津 少将（2009年3月—2011年） - 周亚宁 少将（2011年11月—2015年1月） - 李洪军 少将（2015年3月—2017年） 副司令员 …… - 葛东升 少将（1985年11月—1990年5月） - 晁树英 少将（？—1992年10月） - 张二旺 少将（1985年8月—1990年6月） - 靖志远 少将（1990年6月—1993年2月） - 杨业功 少将（1996年12月—1999年2月） - 王章 少将（1997年12月—2000年12月） - 刘际琛 少将（2000年7月—2004年4月） - 王福田 少将（2004年4月—？） - 张启华 少将（2004年12月—？） - 高津 少将（2007年6月—2009年3月） - 谢家宾 少将（？—？） - 陈楚华 少将（2008年—？） - 杨洪义 少将（？—？） - 沈国强 少将（2014年—？） - 孙金明 少将（？—2017年） - 武卫东 少将（2014年—？） - 姜玉清 少将（？—？） - 吴祚宝 少将（2016年—2017年） | 政治委员 - 刘友光（？—1970年1月） - 弟居仁（？—？） - 柳锡三（？—？） - 刘玉明（？—1988年8月） - 隋明太 少将（1988年8月—1990年6月） - 李云山 少将（？—？） - 孙福 少将（？—1997年11月） - 郭晋才 少将（1997年11月—2000年12月） - 李同茂 少将（2000年12月—2003年6月） - 吕义胜 少将（2003年6月—2009年3月） - 唐国庆 少将（2009年3月—2013年12月） - 赵瑞宝 少将（2014年—2017年） 副政治委员 …… - 李云山（1985年11月—1987年9月） - 罗东进 少将（1987年9月—1990年6月） - 黄厚南 少将（1990年6月—1995年7月） - 杨立顺 少将（？—2002年4月） - 王佐平 少将（2001年1月—2002年12月） - 迟志江 少将（2002年12月—2004年12月） - 何庆栋 少将（2002年12月—？） …… - 张普庆 少将（？—2013年） - 郝平锁 少将（2012年—2015年） - 鞠志鹏 少将（2014年—？） - 杨春光 少将（2014年—2017年） |

| 参谋长 …… - 靖志远 少将（1985年11月—1990年6月） …… - 高秀仁 少将（1999年12月—2003年1月） - 张启华 少将（2003年1月—2004年12月） - 高津 少将（2004年12月—2007年6月） - 周亚宁 大校（？—2008年） - 康宏贵 少将（2008年—？） - 邵元明 少将（？—2011年） - 李军 少将（2011年—2014年） - 兰吉银 少将（？—2016年） | 政治部主任 …… - 骆寿鹏 少将（1985年11月—1990年6月） …… - 王守仁 少将（1994年12月—1998年4月） - 迟志江 少将（1998年4月—2000年12月） - 冯传生 少将（2000年12月—2003年6月） - 张西南 少将（2003年6月—2004年12月） - 唐国庆 少将（2004年12月—2006年8月） - 张纯力 少将（2006年8月—？） - 孔繁顺 少将（2008年1月—2009年1月） - 张普庆 少将（2009年—2011年） - 周建波 少将（2011年—2014年12月） - 荣德宏 少将（2014年12月—2016年5月） - 洪兵 大校（2016年—2017年） |

| 总工程师 - 刘希星 少将（1999年7月—？） …… - 周巍 少将（2016年—2017年） | 副总工程师 - 丁宝钦 少将（2002年12月—？） - 常江海 少将（2002年12月—？） - 田阜纪 少将（2002年12月—2010年） …… - 谢家宾 少将（？—？） - 焦建明 少将（？—？） - 高士春 少将（？—？） …… |

中国人民解放军火箭军第六十一基地
| 司令员 副司令员 | 政治委员 副政治委员 |

| 参谋长 | 政治工作部主任 - 洪兵 少将（2017年—） |

| 总工程师 | 副总工程师 |